# Cavalerii aerului
Cavalerii aerului (titlul original: în Nebestí jezdci) este un film dramatic de război cehoslovac, realizat în 1968 de regizorul Jindřich Polák, protagoniști fiind actorii Jiří Bednár, Jiří Hrzán, și Svatopluk Matyáš, un film despre piloții cehoslovaci în serviciul RAF din perioada celui de-al Doilea Război Mondial care au participat la Bătălia Angliei cât și la luptele aeriene din nordul Europei. La baza scenariului acestui film stă romanul de debut Cavalerii cerului (Nebeští jezdci) din 1964 al lui Richard Husmann, (4 septembrie 1922 - 20 august 1987) cunoscut sub pseudonimul literar Filip Jansky.

## Filmul
Filmul relatează istoria echipajului din escadrila nr. 311 a RAF care era formată majoritar din aviatori cehoslovaci refugiați și despre raidurile de bombardament din război. Filmările au fost făcute pe aerodromul militar Klecany din nordul orașului Praga. 
Inspirație parțială a subiectului din roman a fost povestirea lui František (Frankie) Truhlář, un membru al clubului Guinea Pig, mitralior la No. 311 Squadron RAF ulterior pilot la No. 312 (Czechoslovak) Squadron RAF. În anul 1974 Editura Junimea a publicat o traducere în limba română a cărții, cu titlul Cavalerii cerului.

## Distribuție
- Jiří Bednář – studentul
- Jiří Hrzán – Prcek
- Svatopluk Matyáš – Pavel
- Elsie Randolph – sora medicală Henderson
- Joan Seton – doamna Watkinson
- Charles Cameron – Bradley
- Jana Nováková – Patricia
- Winston Chrislock – Tommy
- Vojtěch Holý – George
- Josef Váša – Frank
- Jaroslav Rozsíval – un mecanic de avion

## Trivia
Filmul Cavalerii aerului a fost deseori categorisit ca unul din cele mai bune filme cehoslovace de război.

## Vezi și
- Listă de filme străine până în 1989

## Legături externe
- Cavalerii aerului la Internet Movie Database